# Оклад иконы

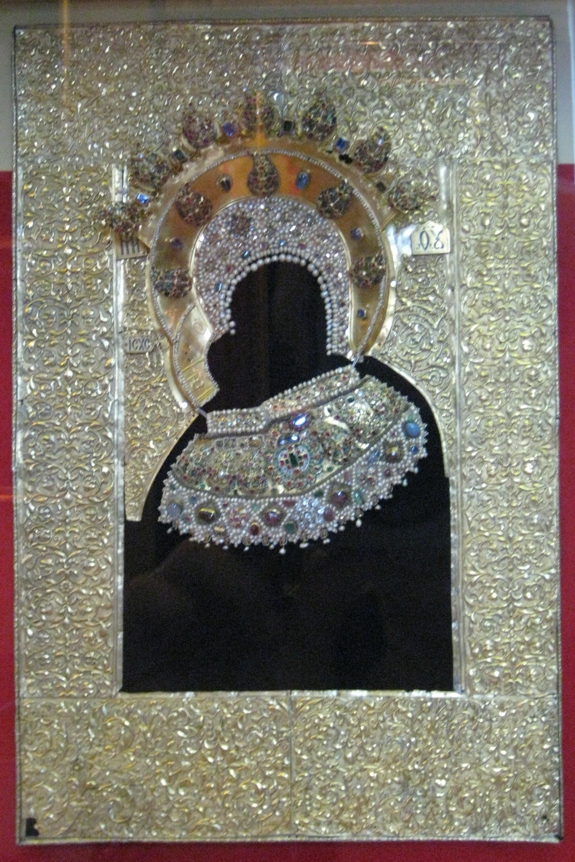
Оклад списка иконы Владимирской Божьей матери. ГИМ, XVII в.

Ри́за, или окла́д (в южных и западных областях России — шата, цата, греч. επένδυση) — накладное украшение на иконах, покрывающее всю иконную доску поверх красочного слоя, кроме нескольких значимых элементов (обычно лика и рук — так называемого лично́го письма), для которых сделаны прорези; значимый вид русского декоративно-прикладного искусства.
Бывали металлические: золотые и серебряные, также из латуни, меди и даже белой жести; шитые: бисером или жемчугом («жемчужная обнизь» и «бисерное шитьё»), украшенные эмалью, подчас с драгоценными камнями, цветными стёклами и накладными деталями. С обратной стороны порой обивались красным или малиновым бархатом.
Оклады встречаются на православных иконах всех стран, а также на ряде католических икон (например, образы византийского происхождения в католических храмах Италии, некоторые центрально- и восточноевропейские иконы). Наибольшие роскошь и размах производства были свойственны русским произведениям. В русском искусстве их создание выделилось в отдельную ветвь декоративно-прикладного искусства. С начала XX века традиция изготовления риз и обкладывания ими икон начала приходить в упадок.

## Термин

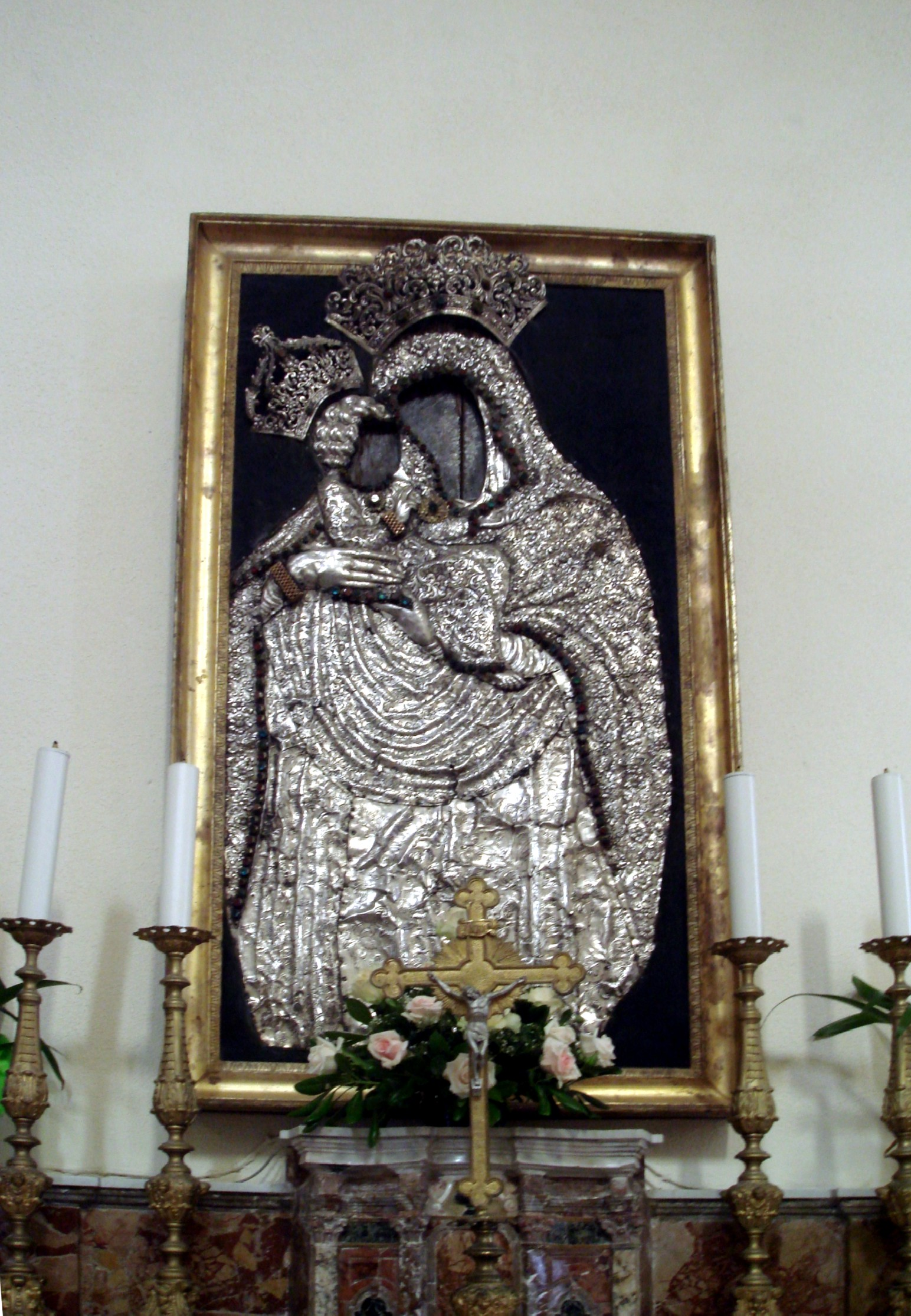
Византийская икона Богоматери в католическом кафедральном соборе Таормины, Сицилия

Согласно словарю Даля, используется следующее словоупотребление: Окладывать (обложить) икону, одеть серебряной и иной ризой, окладом. Икона без оклада — это неокладный образ.
Убор иконы в письменных источниках носит названия «крута», иконное «кование», «кузнь у икон». Современное слово «оклад» появляется только в XVI веке. К XVI веку относится и церковнославянское слово «риза» (одеяние). Оклад никогда и никоим образом не воспринимался как нечто отдельное от иконы — она всегда была «образ окладной». Если оригинальный оклад снят и заменён ризой, снятой с другой иконы, это называется «оклад в подборе».
Этимология слова «риза», первоначально употреблявшегося лишь для детали оклада — изображения одежд (риз) — и лишь потом распространившегося на весь оклад целиком, не ясна. Фасмер предполагает родство с «резать, раз» или заимствование (например, от рум. riza «тряпка, лоскут»).

## Литургическое значение и предназначение
Сверкающая риза иконы символизирует исходящий от неё небесный невещественный свет: «Одеяйся светом, яко ризою». Седьмой Вселенский собор в своём деянии о восстановлении иконопочитания отметил тождественность материала (дерево) Ковчега Завета и иконы. Поэтому как Ковчег Завета был обложен золотом («…обложи его чистым золотом, изнутри и снаружи покрой его; и сделай наверху вокруг его золотой венец» (Исх. 25:11)), так и иконы украшают драгоценными окладами.
Как правило, в иконах, даже сразу писанных под оклад, тщательно прописывались одежда, фон и надписи. Подобная тщательность — «свидетельство того, что эти ризы, покрывающие на иконах написанные одежды святых, понимались как символическое раскрытие образа спасения души, сияющей одеждой чистоты (серебро) и божественной благодати (золото). Украшение окладов самоцветами, жемчугом, цветными эмалями — „бисером многоценным“ — символ богатства души, украшенной множеством духовных дарований». Цель окладов — создание символа невещественного Света, в котором пребывают святые, а басменные растительные орнаменты образом вечного цветения обозначают живоносную силу этого Божественного Света.
Возникновение драгоценного убора икон связано с исконной традицией поклонения святыням, заимствованной христианством у язычества (в Ветхом Завете пророк Исаия осуждает практику украшения золотом и серебром идолов: «Тогда вы будете считать скверною оклад идолов из серебра твоего и оклад истуканов из золота твоего; ты бросишь их, как нечистоту; ты скажешь им: «прочь отсюда»» (Ис. 30:22)), но при этом оно перестало являться элементом идолослужения, а стало способом одухотворения художественного языка.

### Вклады

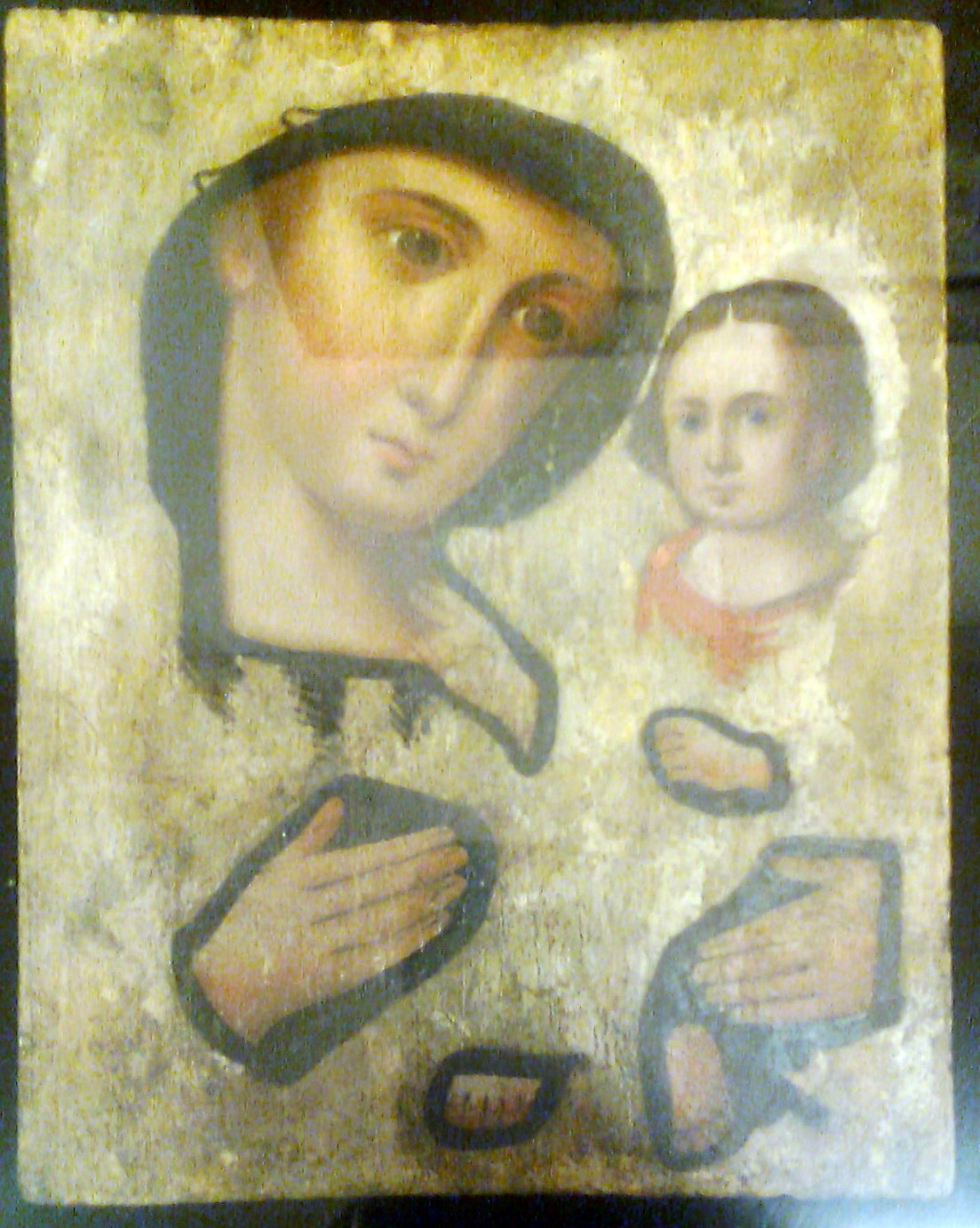
Дешёвая икона, написанная сразу под ризу для экономии времени

В драгоценные оклады и ризы «одевали» иконы в память о давно минувшем, в благодарность после каких-либо удачно завершённых событий, по данному Богу обету.
Храмовые иконы одевались ризами по вкладам крупных ктиторов или же постепенно — дарами обычных прихожан:
Как только написанная икона освящена и поставлена в храме, начинают собирать деньги на ризу, и скоро… на иконе осталось только личико и руки; об остальном можно судить по работе серебряника и его умению водить резцом.
Обилие подобных изделий в русских храмах поражало воображение иноземных путешественников. Так, один из них замечает:
…На образах Богородицы и святых обыкновенно писаны только лики и руки, самое же платье покрыто золотой ризой. Уважаемые образа вместо риз покрыты сплошь жемчугом и драгоценными каменьями… Быть может, в одной Троицкой лавре жемчугу больше, чем во всей остальной Европе…

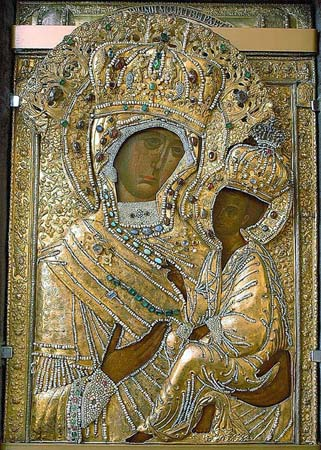
Тихвинская икона Божьей Матери в окладе, украшенном жемчугом, Тихвинский монастырь: «на которой оклад поля и венцы серебряные вызолоченные, в венцах пять штучек финифтяных, онаго же образа риза вынизана китайским жемчугом, сверху звезда алмазная, по бокам две звездочки бирюзовыя, в средине по бриллианту маленькому, около лику местами вынизано настоящим жемчугом»

Особенной популярностью пользовалось украшение богородичных икон. В России один из первых особо богатых золотых окладов был создан для иконы Владимирской Божией Матери (согласно летописи на него ушло около пяти килограмм золота, не считая серебра) по заказу князя Андрея Боголюбского. В первый период заказы окладов, на которые уходили пуды золота, были доступны лишь представителям верхушки общества. Известно описание несохранившегося оклада XVII века для Донской иконы Божией Матери, которое в Переписной книге Благовещенского собора за 1680 год занимает несколько листов:

… венцы с жемчужной обнизью, украшенные изумрудами, сапфирами, альмандинами… 2 золотые звезды с крупными драгоценными камнями и жемчугом на золотых резных «оплечках»; сапфировые серьги. На полях оклада размещались золотые пластины с выполненными чернью изображениями 12 Господских и Богородичных праздников, перемежающиеся крупными самоцветами. …к образу были приложены 2 жемчужных убруса (очелья), 2 золотые цаты (вязаная и сканая) и 2 «ожерелья» (ворота). К серебряной вызолоченной гладкой «доске», украшенной «яхонтом лазоревым да изумрудом» и обнизанной по краям жемчугом, служащей своеобразной драгоценной ризой Богоматери и Младенца Христа, были прикреплены 5 золотых наперсных крестов с камнями и жемчугом, 13 панагий. Одна из панагий содержала «часть Животворящего Древа Господня», другие кресты и панагии — святые мощи.

19 января 1722 г. Святейший Синод издаёт Указ «Об отобрании в церковную казну привесок и об употреблении оных на церковныя потребности.» «От ныне впредь во всех Российскаго Государства церквах привесов к образам, то есть золотых и серебреных монет и копеек и всякой казны и прочаго приносимаго не привешивать.», а после Пётр I закрепляет синодское распоряжение, ещё своим Указом от 20 апреля 1722 г. «О приносе в Синод иконных привесок и о разобрании их.» «В указе о привесах иконных глухо молвлено, что все на потребности нужныя церковныя употреблять». Это распоряжение вызвало недовольство клириков и мирян, но, несмотря на него, все вотивные приношения с икон были сняты. Тем не менее, традиция украшения окладов почитаемых икон сохранилась и в более позднее время. Так, в 1768 году императрица Екатерина II украсила оклад Казанской иконы Богородицы в Казанском Богородицком монастыре своей бриллиантовою короной.

## История

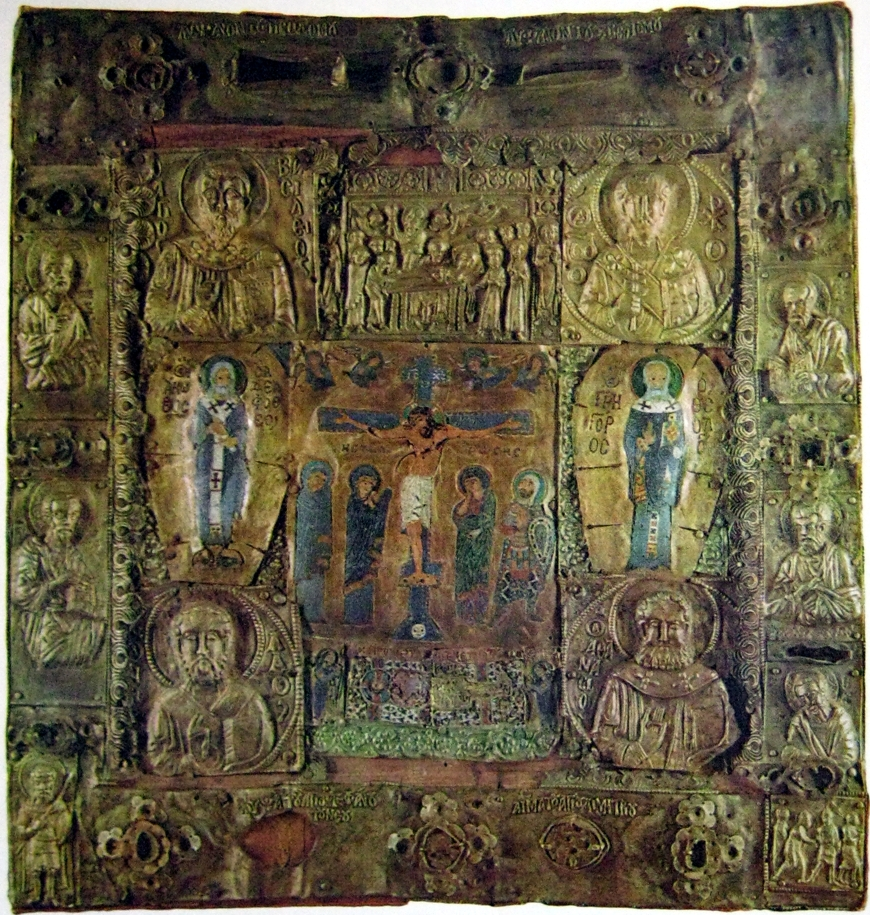
«Распятие со святыми», византийская сборная
икона XI—XIV вв.

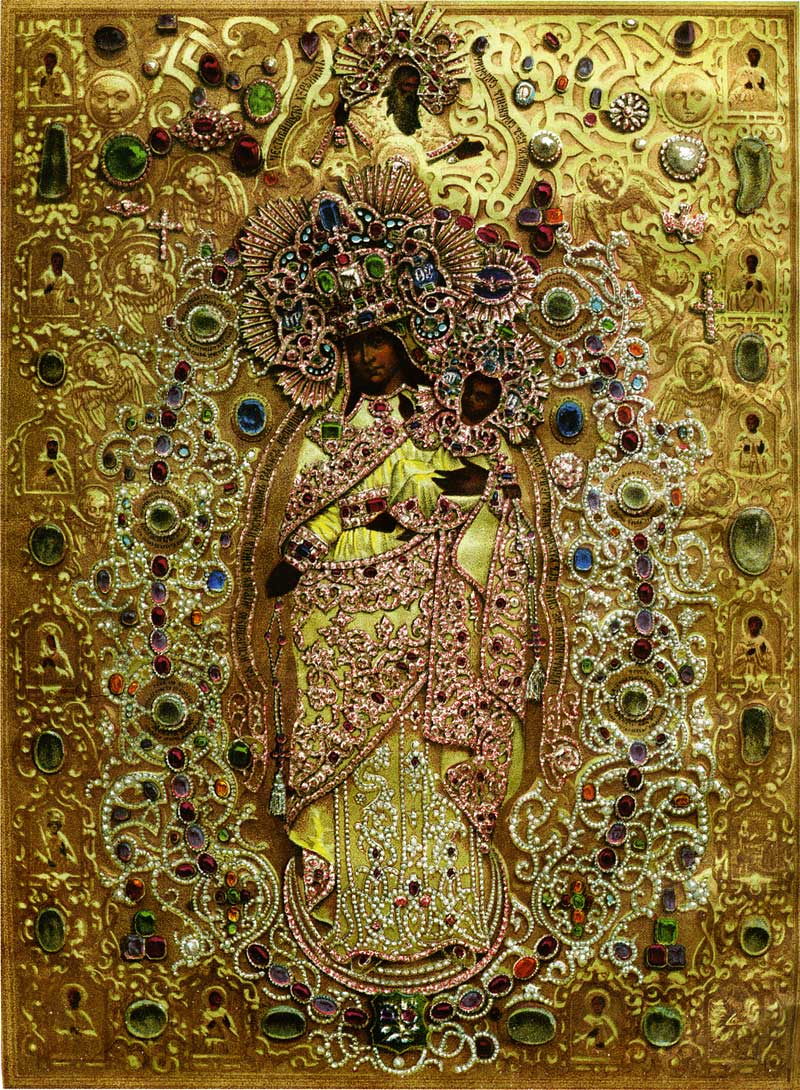
«Всех скорбящих Радость» (список царевны в драгоценном окладе)

Оклад, покрывающий всю икону, кроме ликов, происходит от древних (в частности, сборных) рельефных икон, целиком выполненных из драгоценного металла. Оклады первоначально появились на мелких резных и лишь позднее — на больших храмовых иконах. Древнейшие из известных русских — чеканные серебряные оклады XII века на иконе святых апостолов Петра и Павла, Спасе Златая риза, а также на иконе Богоматери Одигитрии, хранящиеся в Софийском соборе города Новгорода.

### Басменный оклад
Ранние оклады закрывали лишь фоновую часть иконы. С XIV века известен простейший вид оклада — басменный (или басманный). Басма — это тонкие металлические листы, с выбитыми на них по матрице узорами. Такой тип оклада, более простой, распространился в первой половине XVII века с ростом иконного промысла.
Как считается, в конце XVII века иконный оклад стал самостоятельным видом прикладного искусства, со своими особенностями конструкции и орнаментики.

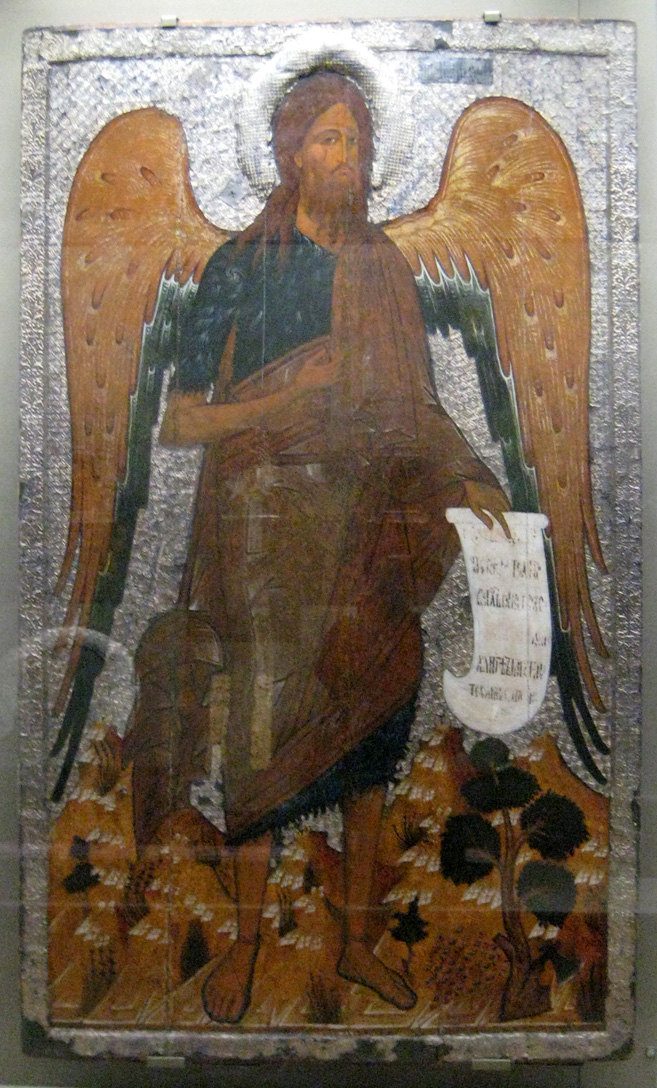
«Иоанн Креститель Ангел Пустыни», басменный оклад

К XVII веку всё чаще встречаются оклады, которые закрывают всё живописное пространство, оставляя свободными только лики. В дальнейшем такие сплошные оклады становятся преобладающими. На смену строгим басменным работам Древней Руси пришли пышные чеканные оклады в стиле барокко. Подобный оклад создавался следующим образом: на гладком листе серебра мастер создавал орнаментальную раму, в которой подробно прорабатывал фигуры и одежды святых, повторял сложную композицию — пейзажные горки, архитектуру и проч. Надписи с именами могли обрамляться причудливыми барочными завитками. Как пишут исследователи, «подобного рода оклады по своей выразительности соперничают с произведениями скульптуры того времени». Барочные элементы сохраняются долго, на протяжении всего XIX века, так как обилие деталей становится неким символом богатства.

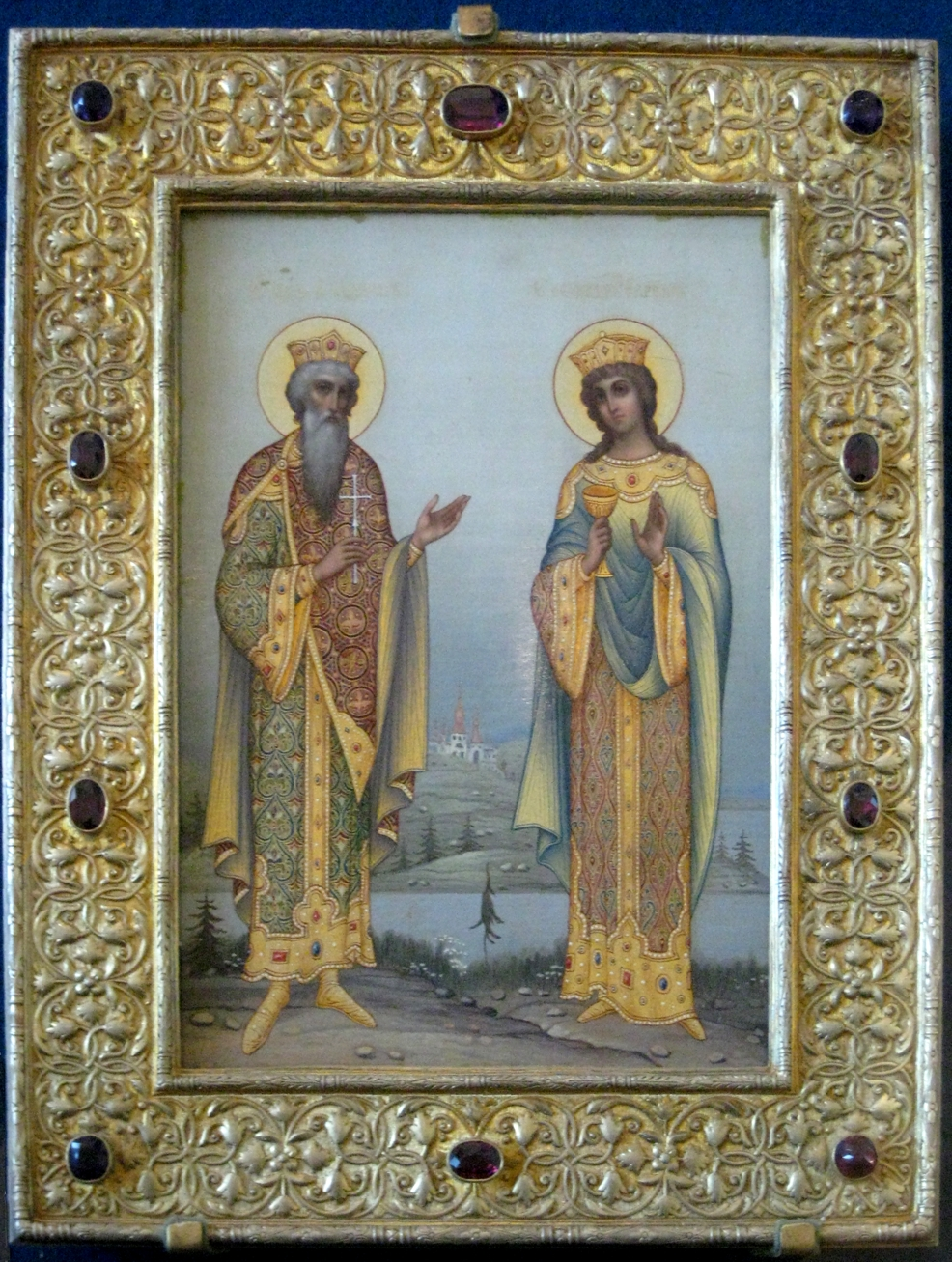
«Свв. Владимир и Варвара», икона начала XX века. Простой классицистический оклад включает только раму

Тем не менее, со временем более массовыми становятся более простые и дешёвые оклады — с открытием в 1730-х годах на территории России серебряных рудников они выходят на ремесленный уровень. По мере внедрения в ювелирное дело механизации из окладов исчезает рукотворность, используются вальцовка и штамповка. В XIX веке большинство окладов изготавливалось из тонких листов серебра — отсюда их жаргонное прозвание «фольгушка». По тонкому металлу штамповался рисунок (узорная рама, орнаментальный фон). Одежду и венцы могли гравировать вручную, или же, что было чаще, они могли быть накладными и припаиваться к основному полю. Иногда серебряный оклад покрывали позолотой. Подобные «фольговые» оклады считаются на антикварном рынке самыми дешёвыми. Более ценными являются литые оклады с тщательной проработкой путём чеканки. Одновременно в XIX веке в окладах начинает проявляться стиль классицизм — упорядоченность узоров, их стройное распределение на раме, фоне, венце, симметричные гирлянды. По мере хода истории оклады становятся всё менее и менее рельефными, хотя для последней трети XIX века — периода историзма — характерно обращение к старинным древнерусским образцам.
Удешевляется и живопись: в поздний период (XIX — начале XX века) на домовых иконах массового ремесленного изготовления встречается уже «халтурное» написание под оклад одних лишь видимых частей ликов и рук, без проработки фона, одежды и прочего (т. н. подокладная икона, подокладница, подфолежная икона).
Как любопытный факт следует отметить существование т. н. адописных икон — с тайными кощунственными изображениями: под окладом или верхним красочным слоем изображался чёрт, либо лику святого пририсовывались рога и т. п. Подобные иконы упоминаются уже в житии Василия Блаженного, но более распространёнными они оказались в XIX веке в крестьянской среде.
Большинство русских риз, по причине своей очевидной материальной ценности, не пережило выхода в 1921 году Декрета о полной ликвидации монастырского имущества в России. Конфискацией в основном занималась Комиссия по изъятию церковных ценностей.

## Состав и крепёж оклада

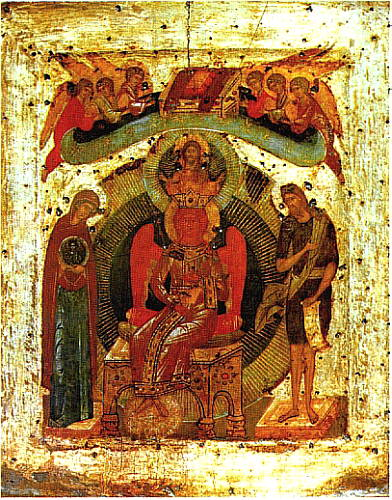
«София Премудрость Божия»,
икона XVI века со следами гвоздей по контурам фигур и в нимбах

Оклад мог быть полным или состоять из одной или нескольких частей. Оклад, смонтированный из отдельных деталей, назывался наборным. Икону не всегда всю украшали окладом сразу, нередко он наращивался постепенно: отдельные части изготавливали позднее и добавляли к уже укреплённым или заменяли прежние на новые. Икону могли дополнить богатой деталью в честь какого-нибудь важного события по вотивному посвящению. С последней четверти XVII века наборные оклады стали вытесняться цельными, которые делали из листов металла и прикрепляемых к ним венцов.

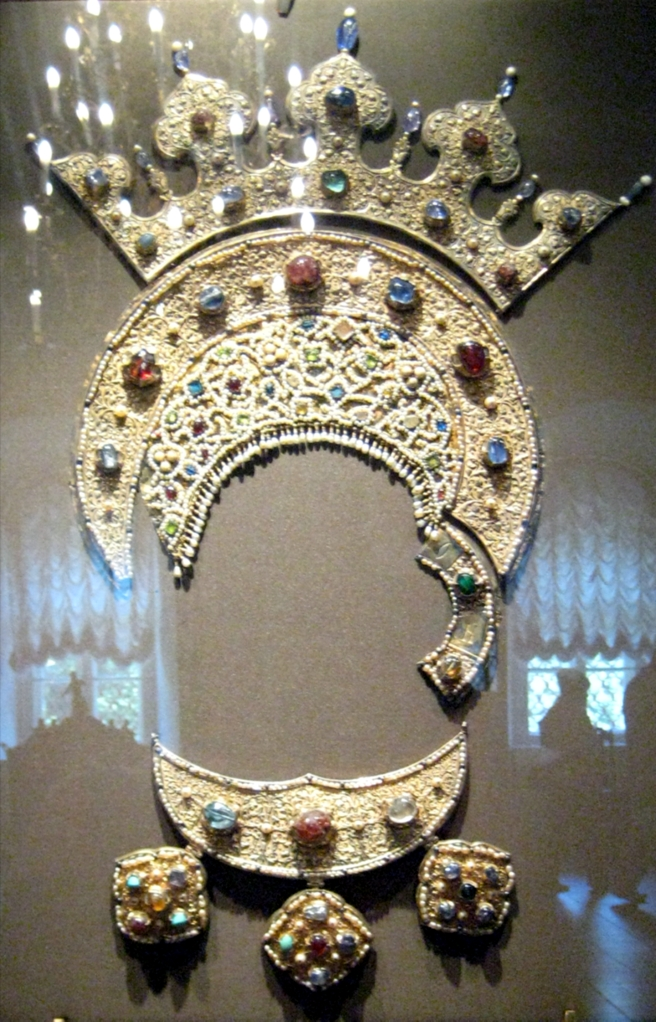
Венец с коруной и цата

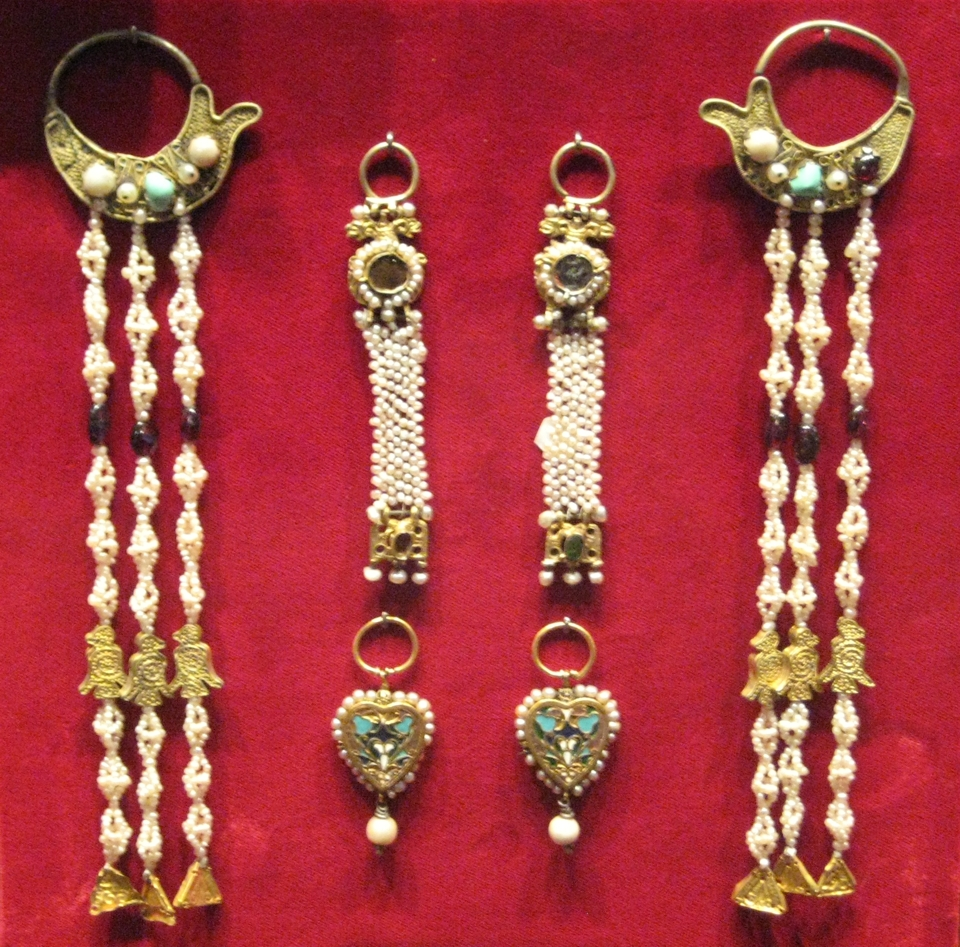
Рясны

В раннем периоде все части окладов крепили к поверхности доски гвоздями, пробившими живопись и левкас, — эти следы можно видеть на древних иконах. Оклады, изготовленные из цельного листа металла, имели специальные бортики, прилегавшие к боковым сторонам иконной доски, к которой они и прибивались. Гвозди различной величины делали из сплавов меди или серебра. В XIX веке дешёвые оклады стали крепить железными гвоздями, иногда используя их и при починке старых окладов. Для поддержания выпуклой формы венцов вокруг ликов пространство между доской и металлом заливали воском.

### Элементы
- Венец — накладной нимб, украшение вокруг головы. Венцы могут быть гладкими, прорезными, в технике ажурной или фоновой скани, с эмалями, драгоценными камнями или стразами в глухих кастах или лапках, а также с крупными зубцами — «городчатый венец».
- Коруна (от «корона») — зубчатое или прорезное украшение, иногда завершающее венец.
- Собственно риза — часть иконного оклада, прикрывающая изображения одежд (слово распространилось на оклад иконы целиком)[23].
- Рама оклада — часть оклада или самостоятельный оклад, прикрывающий только край (поля) иконы.
- Фон — металлическое наложение (свет) на поле и позем иконы
- Цата (др.-рус. «цята» от лат. centus — «мелкая монета») — элемент в форме перевернутого полумесяца, иногда с фигурно вырезанным краем. Прикрепляется к окладу так, что ложится под ликом на грудь святого — обычно крепится своими краями к внутреннему нижнему краю венца. Мог быть с узором (тиснёным, чеканным, филигранным), камнями в кастах и т. п. Отличительная черта украшения окладов образов Святой Троицы, Иисуса Христа, Богоматери и некоторых святых: Иоанна Крестителя, Николая Мирликийского и Сергия Радонежского. Символизирует чин Царства и первосвященства.
- Украшения[25]:

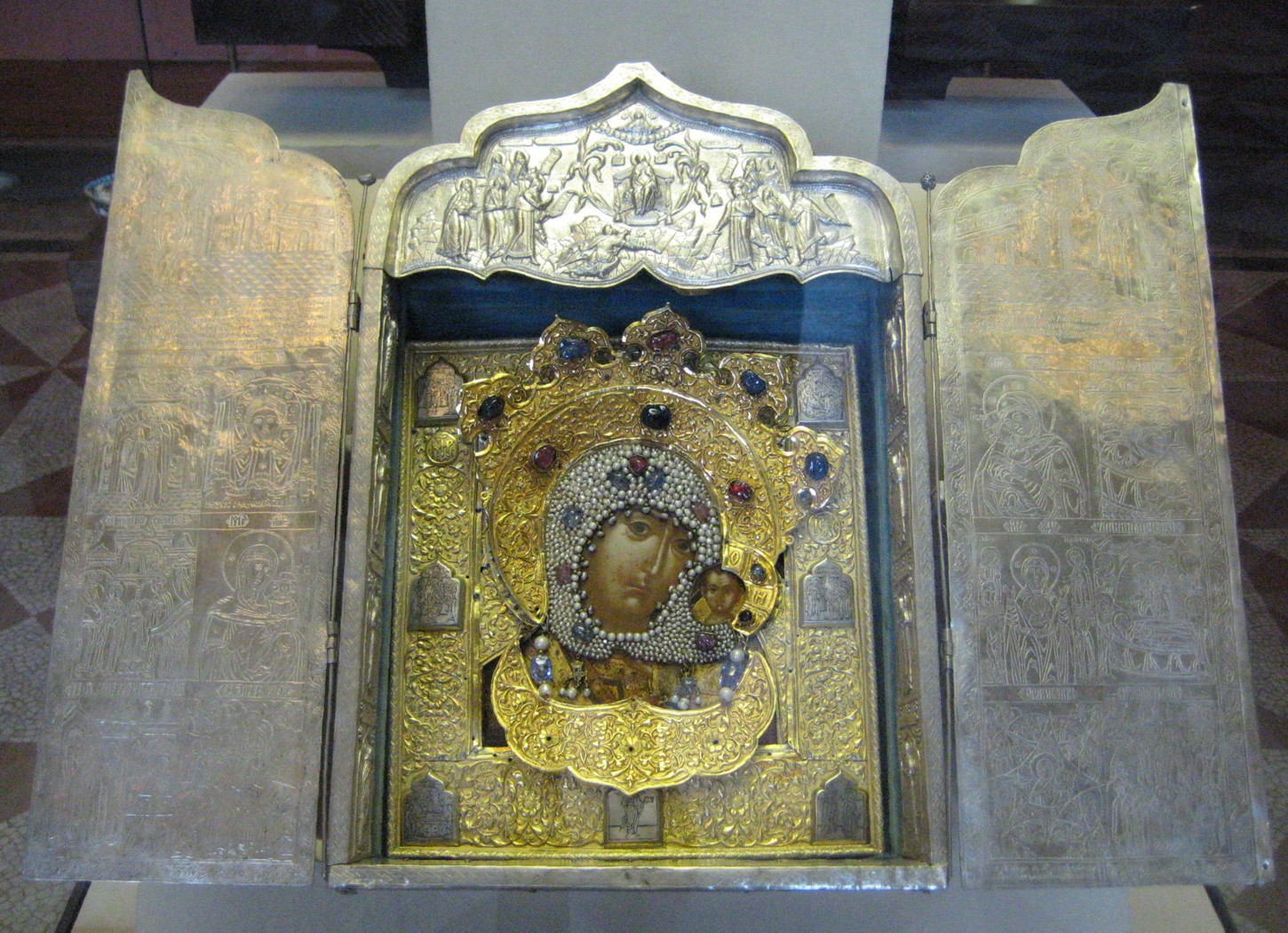
Икона Богоматерь Казанская в окладе в складене-киоте. Москва, первая половина XVII века

- - Дробница — небольшая серебряная или золотая пластинка прямоугольной или фигурной формы с отверстиями для прикрепления к иконе;
  - Запоны — застёжка-украшение (растительный орнамент и завитки) с драгоценными камнями, закрепляемая шнуром, цепочкой или планкой;
  - Плашки;
  - Рясно — подвески-украшения к венцу на окладе иконы[23]. Название образовалось от существовавшего ювелирного украшения — женские низанные (обычно жемчугом) подвесные украшения, прикрепляемые к головному убору и прикрывающие виски;
  - Серьги, рясы, кулоны, жемчужные убрусы, зарукавья, ожерелья.

## Типы

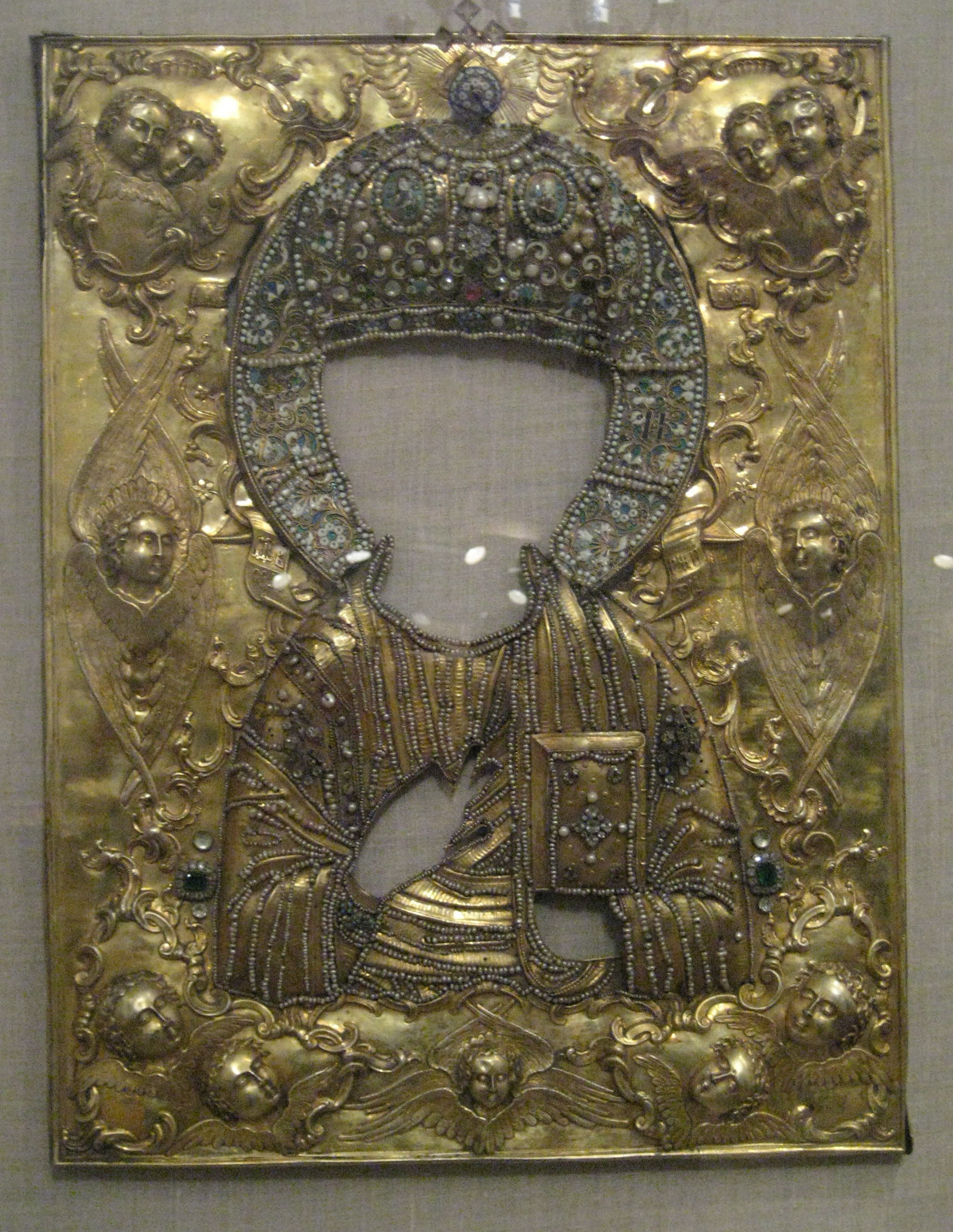
Оклад иконы «Спас Елеазаровский». XVII в., Псков

- Чеканные металлические и шитые оклады — покрывали «доличное письмо»: всю икону, кроме изображения ликов и рук святых (то есть кроме «лично́го письма» — карнации).
- Басменные оклады — изготавливались в технике басмы, покрывая поля и фон икон так, чтобы оставить открытыми фигуры святых, изображения архитектуры и позема. Изготавливались из тонких металлических пластин, украшенных разнообразными символическими орнаментами техникой тиснения и прочеканки.
- Обронный оклад — оклад, выполненный из металлического листа методом чеканки.
- Филигранный оклад

### Техника
Для создания окладов применялись традиционные техники древнерусских ювелиров:
- басма, зернь, канфарение, выемчатая эмаль, оброн, перегородчатая эмаль, скань, фольга (рельефная и прорезная), чеканка, гравировка, чернь, эмалевые расписные накладки[25].

Довольно часто оклады украшали драгоценными и полудрагоценными камнями или цветными стёклами, которые закрепляли с помощью металлической оправы — каста. Начиная с XVIII века, в окладах использовали также второй вид крепления камней — лапки. Жемчуг или бусины из стекла и драгоценных камней крепили с помощью штифтов. Иногда делали обнизь, пропуская через отверстия в бусах проволоку, которую крепили к окладу.
Шитые иконные оклады из тканей, а также резные золочёные из дерева встречаются сравнительно редко.

## Оклады икон в истории культуры

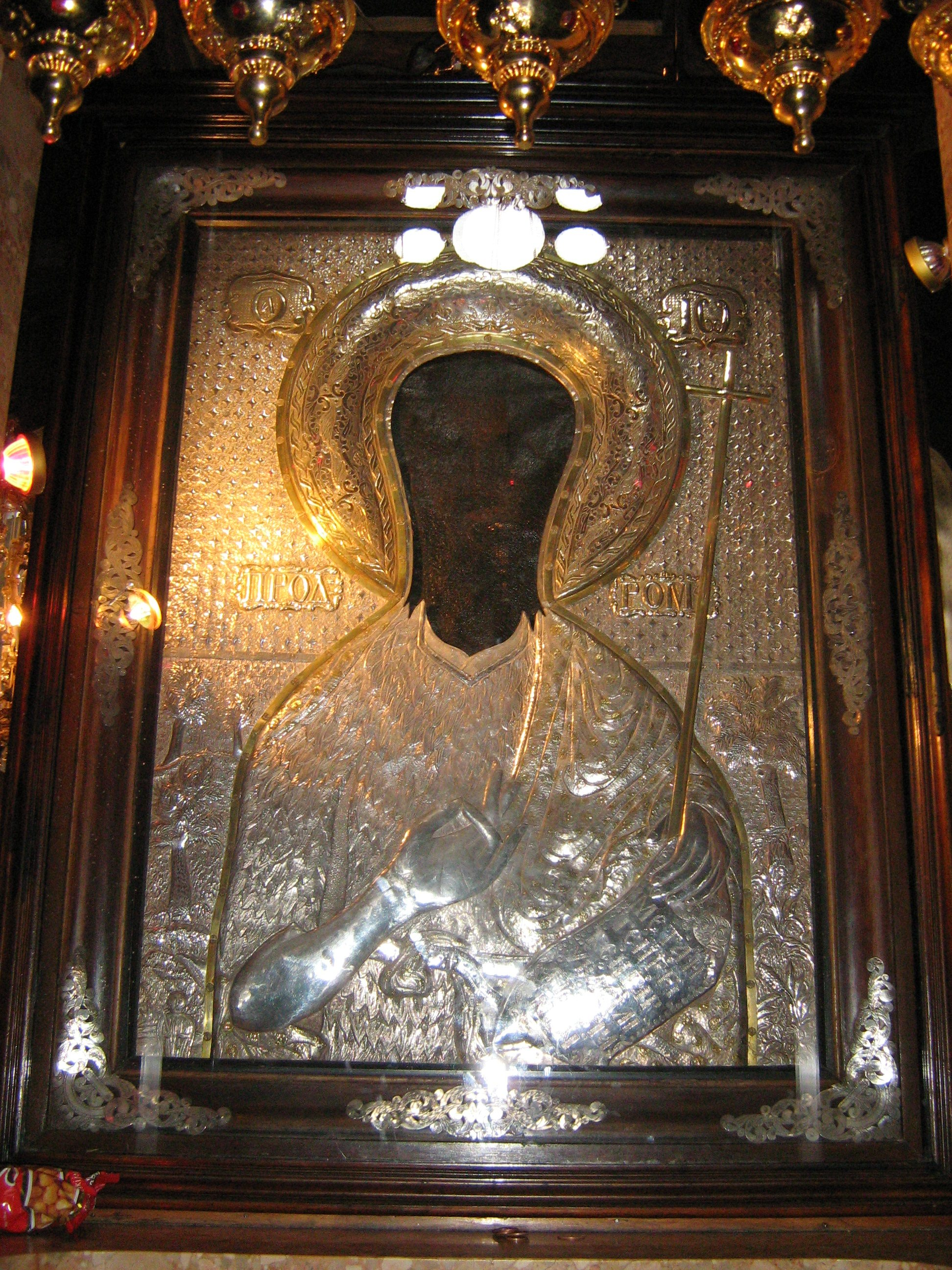
«Св. Иоанн Креститель», Сербия. Потемневшая икона, покрытая ризой, вычеканенной из цельного металлического листа (т. н. обронный оклад)

На протяжении XVIII—XIX веков культурное русское общество не воспринимало иконы как важнейшие произведения русского изобразительного искусства, относясь к ним исключительно как к культовому объекту. Только в начале XX века, когда тёмные иконы под почерневшей олифой начали расчищать, случился прорыв. Публика впечатлилась красотой этих произведений, благодаря чему иконопись заняла то значимое в истории культуры место, которое она сохраняет и сейчас.
Во многом красота икон оставалась скрытой не только из-за потемнения ликов, но и из-за традиций украшать их окладами. И чем значимей и древнее была икона, тем труднее её было разглядеть. Поэтому в начале XX века просвещёнными людьми оклады икон стали восприниматься как нечто неправильное.

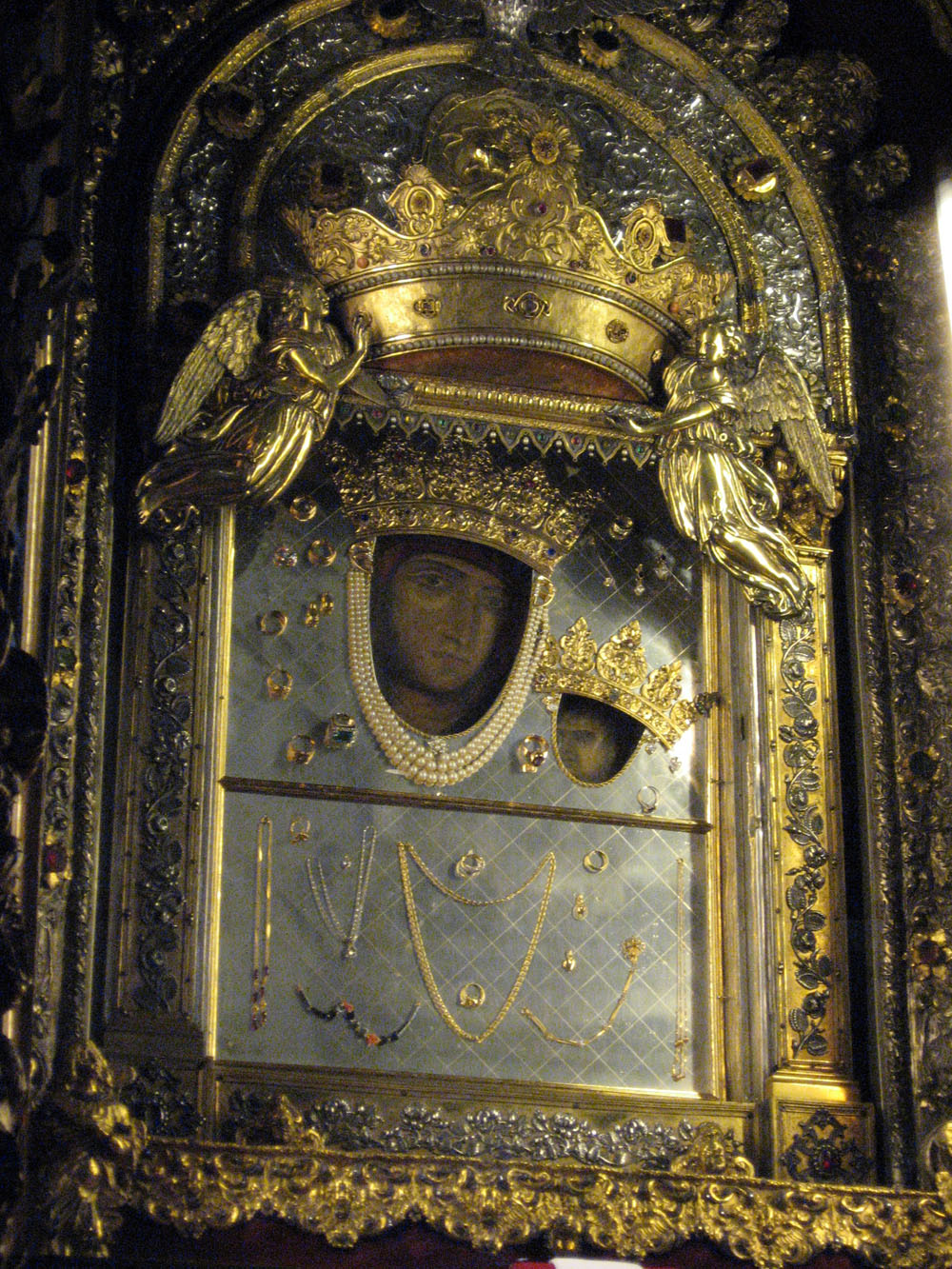
«Мадонна ди Сан Лука», Болонья

Вот что писал об этом философ князь Евгений Трубецкой в 1916 году:

Совершившееся на наших глазах открытие иконы — одно из самых крупных и вместе с тем одно из самых парадоксальных событий новейшей истории русской культуры. <…>
Мы проходили мимо иконы, но не видели её. Она казалась нам тёмным пятном среди богатого золотого оклада; лишь в качестве таковой мы её знали. И вдруг — полная переоценка ценностей. Золотая или серебряная риза, закрывшая икону, оказалась весьма поздним изобретением конца XVI века, она прежде всего произведение того благочестивого безвкусия, которое свидетельствует об утрате религиозного и художественного смысла. В сущности, мы имеем здесь как бы бессознательное иконоборчество: ибо заковывать икону в ризу — значит, отрицать её живопись, смотреть на её письмо и краски, как на что-то безразличное как в эстетическом, так и в особенности — в религиозном отношении. И, чем богаче оклад, чем он роскошнее, тем ярче он иллюстрирует ту бездну житейского непонимания, которое построило эту непроницаемую, золотую перегородку между нами и иконой.
Что сказали бы мы, если бы увидали закованную в золото и сверкающую самоцветными камнями Мадонну Боттичелли или Рафаэля?! А между тем над великими произведениями древнерусской иконописи совершались преступления не меньше этого; уже недалеко время, когда это станет всем нам понятным.
Теперь на наших глазах разрушается всё то, что до сих пор считалось иконою. Тёмные пятна счищаются. И в самой золотой броне несмотря на отчаянное сопротивление отечественного невежества, кое-где пробита брешь.
— Евгений Трубецкой. Три очерка о русской иконе.